# Pla del Riu
El Pla del Riu és un jaciment arqueològic prop del veïnat de les Marcetes, al municipi de Manresa (Bages), inclòs a l'Inventari del Patrimoni Arqueològic i Paleontològic de Catalunya.
És una necròpolis de sepulcres de fossa amb una cronologia calibrada entre el 4038 i 3640 cal BC, segons les datacions radio-carbòniques. Es troba a la barriada manresana de Viladordis, essent les seves coordenades: 1º 51' 48 de longitud est i 41º 43' 10 de latitud nord.

## Descoberta i intervencions
L'any 1980 un camió quedà ensorrat en uns forats que aparegueren mentre realitzava tasques forestals al bosc del Pla del Riu de les Marcetes (Manresa), propietat de la família Altimiras. Fou així com es descobriren tres sepulcres de fossa, en què els aixovars respectius foren espoliats pels descobridors, i colgaren de nou les despulles dels inhumats.
Sis anys més tard, la família Altimiras, que ja havia proporcionat als investigadors els materials arqueològics recuperats de la troballa fortuïta, informà de la intenció de fer boïga en l'indret del descobriment. Fou en resposta quan Imma Guitart, sota el patrocini del Servei d'Arqueologia de la Generalitat de Catalunya, dirigí una excavació d'urgència el mateix 1986, que es ratificà amb dues campanyes que s'estengueren dos anys més. Els treballs de la primera campanya van consistir a establir una quadrícula de 6 x 5 m on s'havien trobat les tombes, en una neteja de la zona, i en l'aixecament de terres amb pala mecànica per dur a terme l'excavació posterior. En la segona campanya s'ampliaren les zones i es va continuar la tasca de prospecció dels indrets més immediates per tal de delimitar la necròpolis i els treballs d'excavació de les fosses que aparegueren.

## Troballes
El jaciment es troba a uns 200 m del riu Llobregat, que determina el patró geològic. Ens referim a una terrassa fluvial d'argiles, sobre un llit de graves que no s'ha assolit en cap de les fosses descobertes.
Als tres primers sepulcres constatats accidentalment el 1980, s'afegeixen cinc més com a resultat de les investigacions del grup arqueològic d'Imma Guitart. Amb tot, sumen un total de vuit tombes, concentrades en una àrea de 175 m² i separades linealment amb distàncies de dos i quatre metres entre elles. L'homogeneïtat tipològica és patent, atès que totes han estat obertes a les argiles quaternàries, sense protecció lateral. Tot i així, podem determinar variants morfològiques segons l'existència, o no, d'una cobertura. D'aquesta manera, les foses 5 i 8 rebel·len unes lloses planes amb una profunditat entre 30 i 20 cm respecte al nivell actual del bosc. Alhora, i seguint les informacions orals, les tres primeres tombes presentarien un conjunt lapidar en forma "d'arc o cúpula". D'altra banda, els sepulcres 4, 6 i 7 no exterioritzen una coberta, malgrat que podria haver estat llevada amb motiu del conreu de la vinya.
Continuant amb les característiques descriptives, no és intranscendent la manca d'una delimitació en les dimensions dels
sepulcres 4, 5, 6, 7 i 8, malgrat que, en base d'una forma ovalada, les mides oscil·len entre 1,40 x 0.80 m; amb l'excepció de la fossa 4, única amb inhumació doble ―ambdós sexes―, que disposa aproximadament d'1,40 x 1,50 m. Particularitat que contrasta amb les tombes 1, 2 i 3, atès que, com ja hem albirat, el camió afonà les rodes. Pel que fa a la fondària, s'estableix una variabilitat que, en termes relatius, s'emmarca des de 0,50 m a 1.60 m. Referent a les tres primeres, les informacions remeten entre 40 i 50 cm respecte al nivell del bosc.
Els aixovars foren els arquetípics de la cultura dels sepulcres de fossa a Catalunya, amb la particularitat de dos peces d'ornament personal: un penjoll de variscita de secció ovalada i perforació troncocònica (fossa 6), i una dena en forma de barrilet elaborada sobre serpentina (fossa 4).Intrínsecament lligat amb el ritu funerari, la posició de l'aixovar respecte als esquelets era constant en base d'una distribució de les peces en la meitat superior del registre funerari. Com a constant, els dos vasos ceràmics (fosses 4 i 5) han coincidit en aparèixer a la banda dreta i a l'alçada del colze. De la mateixa manera, la indústria òssia sorgí tant a la fossa 5 com a la 6 sobre l'espatlla esquerra de l'inhumat.
Finalment, la col·locació de l'esquelet s'orientava el cap al nord-est, els peus al sud-oest, i el cos en decúbit supí i amb les extremitats inferiors flexionades. Alhora, la planta dels peus es mantenia horitzontal i paral·lel sobre el sòl.

## Contextualització
El jaciment del Pla del Riu de les Marcetes encaixa perfectament dins les pautes culturals que defineixen a la Cultura dels Sepulcres en Fossa. Degut a la localització, la necròpolis presenta trets característics de les terres interiors de l'actual territori català, com són els ullals de senglar i els punxons partits longitudinalment; juntament amb d'altres del litoral, essent les possibles cobertures en forma "d'arc o cúpula" de les tombes 1, 2 i 3. L'única novetat que aporten les 8 sepultures del Pla del Riu són el cassis foradat i els punxons i espàtules d'os, elements representatius d'aquesta cultura però fins al present absents del registre bagenc.
Hom pot concloure entenent el marc poblacional en què s'enquadra. En efecte, la necròpolis, juntament amb les foses conegudes a la mateixa zona –les Marcetes i les Horts− són testimoni d'una ocupació permanent en l'indret en què, malauradament, són desconegudes les restes d'hàbitat. Les condicions estratègiques del lloc, ergo la proximitat del curs fluvial del Llobregat, la comunicació a cavall de les terres interiors i litorals i el territori elevat, permeten creure d'un contingent poblacional sostingut en el temps.